# 大分県第4区
大分県第4区（おおいたけんだい4く）は、第41回衆議院議員総選挙及び第42回衆議院議員総選挙時に存在した日本における衆議院の小選挙区。2002年の公職選挙法改正による小選挙区再編によって大分県第3区の一部になった。

## 区域
2002年（平成14年）公職選挙法改正により廃止。3区の一部になった。
1994年（平成6年）公職選挙法改正から2002年の小選挙区改定までの区域は以下のとおりである。
- 中津市
- 豊後高田市
- 杵築市
- 宇佐市
- 西国東郡
- 東国東郡
- 速見郡
- 下毛郡
- 宇佐郡

## 小選挙区選出議員
| 選挙名                 | 年     | 当選者   | 党派       |
| ---------------------- | ------ | -------- | ---------- |
| 第41回衆議院議員総選挙 | 1996年 | 横光克彦 | 社会民主党 |
| 第42回衆議院議員総選挙 | 2000年 | 横光克彦 | 社会民主党 |

## 選挙結果
時の内閣：第1次森内閣 解散日：2000年6月2日 公示日：2000年6月13日 （全国投票率：62.49%（2.84%））
| 当落 | 候補者名     | 年齢 | 所属党派   | 新旧 | 得票数   | 得票率 | 惜敗率 | 推薦・支持 | 重複 |
| ---- | ------------ | ---- | ---------- | ---- | -------- | ------ | ------ | ---------- | ---- |
| 当   | 横光克彦     | 56   | 社会民主党 | 前   | 84,165票 | 49.81% | ――     |            | ○    |
|      | 佐藤錬       | 48   | 自由民主党 | 新   | 78,468票 | 46.44% | 93.23% |            | ○    |
|      | 三ケ田三十四 | 58   | 日本共産党 | 新   | 5,195票  | 3.07%  | 6.17%  |            |      |
|      | 尾崎秀幸     | 64   | 自由連合   | 新   | 1,144票  | 0.68%  | 1.36%  |            |      |

- 当選挙区廃止後、横光は大分県第3区で活動している。
- 佐藤は第43回衆議院議員総選挙では比例単独立候補で当選、第44回衆議院議員総選挙では大分県第1区から立候補し比例復活で再選している。

時の内閣：第1次橋本内閣 解散日：1996年9月27日 公示日：1996年10月8日 （全国投票率：59.65%（8.11%））
| 当落 | 候補者名     | 年齢 | 所属党派   | 新旧 | 得票数   | 得票率 | 惜敗率 | 推薦・支持     | 重複 |
| ---- | ------------ | ---- | ---------- | ---- | -------- | ------ | ------ | -------------- | ---- |
| 当   | 横光克彦     | 52   | 社会民主党 | 前   | 86,068票 | 51.10% | ――     | 自由民主党推薦 | ○    |
|      | 岩屋毅       | 39   | 新進党     | 元   | 77,621票 | 46.08% | 90.19% |                |      |
|      | 三ケ田三十四 | 55   | 日本共産党 | 新   | 4,757票  | 2.82%  | 5.53%  |                |      |

- 岩屋は、2000年の第42回総選挙では自由民主党公認で大分県第3区から出馬し当選。